# 石川柊太
石川 柊太（いしかわ しゅうた、1991年12月27日 - ）は、東京都品川区出身のプロ野球選手（投手）。右投右打。千葉ロッテマリーンズ所属。妻は女優の大場美奈。

## 経歴

### プロ入り前
品川区立立会小学校2年生から「元芝ハヤブサ」で野球を始め、中学までは「水神ファイターズ」で軟式野球をやっていた。
総合工科高へ進学。3年春夏ともに都大会8強入りの実績を残した。東東京大会4回戦高輪高等学校戦では5安打完封勝利を記録した。受験シーズンの頃は、周囲から石川の実力ではレギュラー昇格が無理な大学もいくつかあると見られていた。
創価大学進学後は、先輩の小川泰弘の卒業後から登板機会が増え、4年の大学選手権では初戦で高野圭佑がエースの四国学院大学に完封勝利。秋は4勝無敗の活躍でリーグ優勝に貢献した。1学年後輩の寺嶋寛大とバッテリーを組み、3学年後輩には田中正義がいた。
2013年10月24日に行われたドラフト会議では、福岡ソフトバンクホークスから育成1位指名を受け、育成選手として入団した。背番号は138。

### ソフトバンク時代

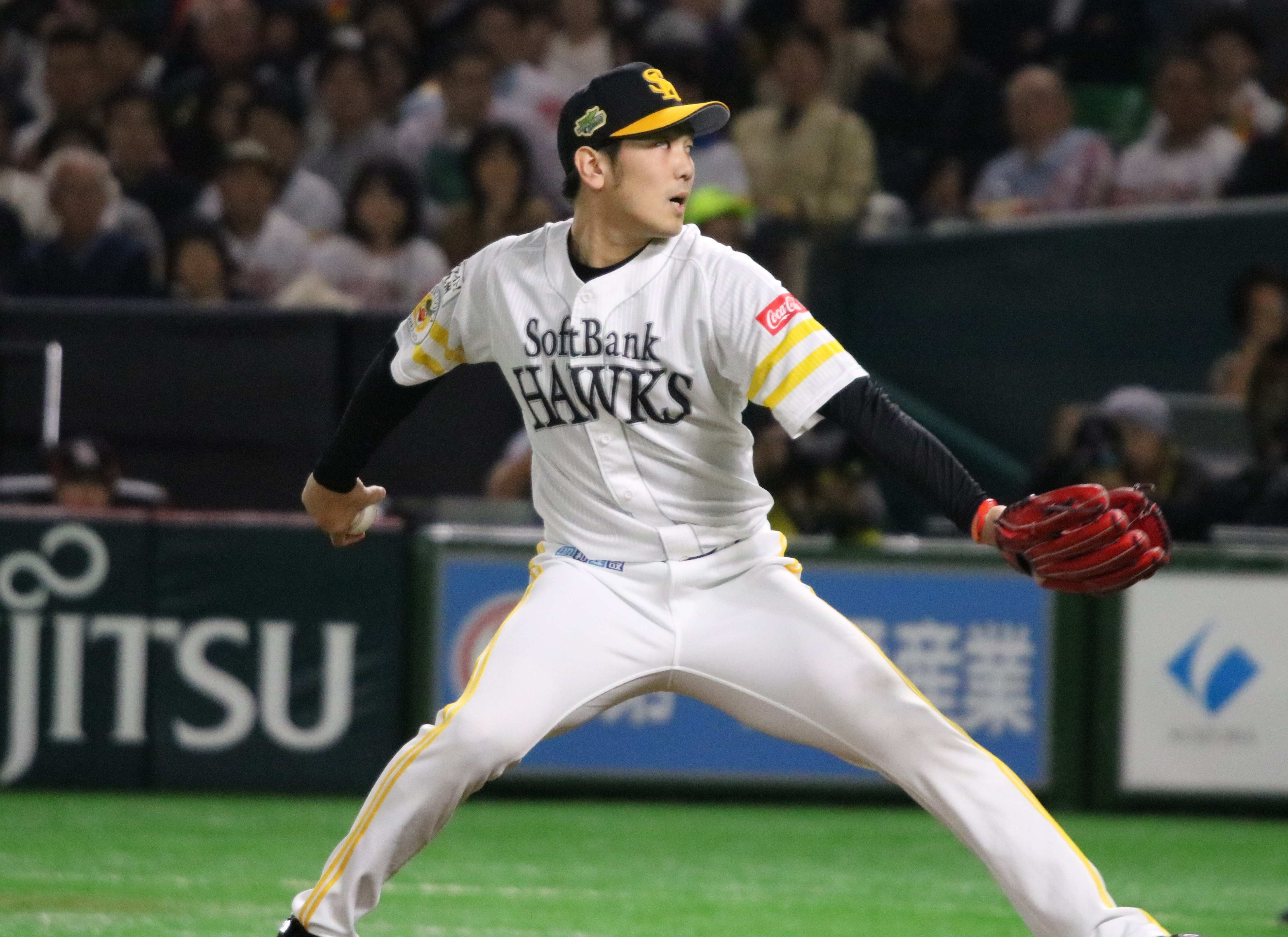
ソフトバンク時代 (2017年11月4日 福岡ヤフオク!ドームにて)

2014年から2年間は右肩や右肘の故障が相次ぎ、三軍戦での登板機会はあったが、二軍（ウエスタン・リーグ公式戦）での登板には至らなかった。
2016年は三軍戦で結果を残し、5月21日の阪神タイガースとのウエスタン・リーグ公式戦で初登板初勝利を挙げるなど、同リーグ4試合の登板で2勝0敗・防御率2.50という成績を残すと、7月1日に支配下登録された。推定年俸は500万円、背番号は29。7月5日には初めて出場選手登録をされるも、登板機会が無く同10日に登録抹消となり、そのまま二軍でシーズンを終えた。オフに現状維持の推定年俸500万円で契約を更改した。
2017年は春季キャンプをA組でスタートすると、2月28日の東北楽天ゴールデンイーグルスとの練習試合では自己最速を更新する155km/hを計測し、2回パーフェクトの好投。オープン戦でもリリーフとして好投を続け、開幕一軍入りを果たした。4月4日の楽天戦でプロ初登板となり、7回表の1イニングをプロ初奪三振を含む三者凡退に抑えた。5月16日のオリックス・バファローズ戦では、先発の千賀滉大がわずか9球で背部の違和感により緊急降板。初回二死から登板し、1回2/3を無失点に抑え、プロ初ホールドを記録した。17試合のリリーフ登板で防御率2.81を記録すると、先発陣が苦しいチーム事情もあり、5月31日の中日ドラゴンズ戦でプロ初先発。6回6安打無四球2失点の内容でプロ初勝利を挙げた。以降は先発ローテーションに定着していたが、7月11日の楽天戦で右手のマメを潰してしまうと、球宴明けの登板予定がずれ込み、中20日で先発した8月1日のオリックス戦では5回途中4失点。同8日の千葉ロッテマリーンズ戦では3回1/3を投げ、7安打5四死球8失点（自責点6）と自己最悪の投球内容が続いた。8月31日の北海道日本ハムファイターズ戦でシーズン6勝目を挙げるも、日程の都合で先発機会が無くなったことで再びリリーフに回り、9月5日のオリックス戦では初の救援勝利を記録。この年は一軍で34試合（12先発）に登板し、8勝3敗1ホールド・防御率3.29という成績を残し、リーグ優勝に貢献した。ポストシーズンでもリリーフとして起用され、楽天とのCSファイナルステージ第4戦で勝利投手となり、育成出身では球団史上初となるCS白星を挙げた。横浜DeNAベイスターズとの日本シリーズでも第2・3戦で勝利投手。「育成出身で2勝」は同シリーズ史上初の記録となった。チームの日本一に貢献し、オフの契約更改では、球団史上最大のアップ率となる500%増（2500万円増）の推定年俸3000万円でサインした。
2018年は開幕ローテーション入りを目指していたが、実戦で結果を残せず、リリーフとして開幕を一軍で迎えた。4月1日のオリックス戦、6回裏一死一・三塁という場面でシーズン初登板となり、得点を許さずピンチを凌ぐと、直後にチームが逆転して勝利投手となった。4試合のリリーフ登板を経て、同12日の日本ハム戦でシーズン初先発となり、7回無失点の好投で2勝目を挙げると先発ローテーションに組み込まれ、一時は勝利数でリーグ1位タイとなっていた。ただ、6月は4先発で0勝2敗と失速し、8月2日の埼玉西武ライオンズ戦では7失点を喫し、自己最短の1回2/3で降板。この試合を含めた直近5試合の防御率は8.22と苦しい投球が続き、リリーフへ配置転換となった。その後は直球の球威が戻るなど復調し、持ち前のテンポの良さで試合の流れを変えることも多く、リリーフながら無傷の4連勝を記録。この年はシーズンを通して一軍に帯同し、42試合（16先発）の登板で13勝6敗6ホールド・防御率3.60という成績を残した。ポストシーズンでは、日本ハム・西武とのCSで計4試合に登板し、2勝0敗・防御率1.69と“第2先発”としてフル回転。広島東洋カープとの日本シリーズ第1戦でも2回1安打無失点と好投したが、右肘の違和感により、第3戦からは出場選手登録から外れ、そのままシーズンを終え、日本代表メンバーに選出されていた11月の日米野球への出場も辞退した。オフに3000万円増となる推定年俸6000万円プラス出来高払いで契約を更改した。
2019年、前年に痛めた右肘の状態が回復しなかったため、予定していた自主トレーニングには参加せずにファーム施設で調整を行っていたが、ダッシュした際に右太ももの肉離れを発症し、全治まで4～5週間かかる見込みであることが1月18日に判明。3月中旬にはシート打撃に登板できるまでに回復し、3月末の二軍戦で実戦復帰する予定であったが、右肘に痛みを感じて検査を受けると、右肘の靭帯に亀裂が見つかり、4月上旬にPRP療法を受けた。9月7日の三軍戦で実戦復帰し、9月23日に一軍へ昇格し、同日のオリックス戦で一軍復帰登板を果たした。故障の影響でレギュラーシーズンの一軍登板は2試合にとどまったが、ポストシーズンでもリリーフとして起用され、楽天・西武とのCSでは計3試合に登板。読売ジャイアンツとの日本シリーズでは第3戦に登板し、勝利投手となった。オフに1200万円減となる推定年俸4800万円で契約を更改した。
2020年は初の開幕ローテーション入りが確定していたが、新型コロナウイルスの影響で開幕延期。開幕前の練習試合では納得のいかない投球が続き、開幕5試合目の西武戦に先発したものの、4回途中6失点で降板した。ただ、続く7月1日の日本ハム戦では6回5安打10奪三振無失点と好投し、650日ぶりとなるレギュラーシーズンでの白星を手にした。8月1日の西武戦では9回1安打無失点、自己最多となる13奪三振の快投でプロ初完投・初完封勝利を挙げた。この年は中10日で登板するための登録抹消が3度あったが、シーズンを通して先発ローテーションの一角を担い、11月9日のレギュラーシーズン最終戦では最多勝利と最高勝率のタイトルを懸けて4回表からリリーフ登板し、3回無失点で勝利投手となった。前述の登録抹消もあって規定投球回には到達できなかったものの、18試合（17先発）の登板で防御率2.42、リーグ1位タイの11勝、リーグ1位の勝率.786と好成績を収め、チーム3年ぶりのリーグ優勝に貢献。最多勝利と最高勝率の2冠に輝き、スピードアップ賞も受賞した。ポストシーズンでは、巨人との日本シリーズ第2戦に先発。同シリーズ通算7試合目の登板で初先発となり、6回途中2失点で勝利投手となり、チームの日本一に貢献した。オフの契約更改交渉は日程が合わず、越年となった。
2021年1月5日に契約更改交渉を行い、3200万円増となる推定年俸8000万円プラス出来高払いでサインした。エースの千賀滉大と前年開幕投手の東浜巨がリハビリ組で調整が遅れていたことを受け、春季キャンプ中の2月19日に開幕投手に指名され、ロッテとの開幕戦に先発し、7回5安打1失点の好投でシーズン初勝利。育成出身選手としては史上初となる開幕戦での勝利投手となった。開幕から10先発で9度のQSを記録し、防御率2.74と安定した成績だったものの、3勝3敗と勝ち星に恵まれず、その後は4連敗を喫してリリーフに配置転換された。7月13日の楽天戦で先発復帰したが、9月11日の日本ハム戦では初回先頭打者が今宮健太の失策で出塁したのを皮切りに、5安打3四死球の大乱調で自己最悪となる10失点（自責点3）、自己最短の2/3回で降板した。この年は28試合（25先発）に登板し、チームで唯一かつ自身初めて規定投球回に到達。被本塁打22はリーグで3番目に多く、与死球数は2年連続でリーグ最多と課題も残したが、6勝9敗・防御率3.40を記録した。また、2年連続でスピードアップ賞を受賞。オフに4000万円増となる推定年俸1億2000万円プラス出来高払いで契約を更改した。
2022年は春季キャンプから順調に調整し、早々に開幕2カード目の初戦での先発が内定し、3月29日のロッテ戦でシーズン初登板初先発。7回二死までノーヒットピッチングを続け、勝敗は付かなかったものの、7回1安打無失点と好投した。ただ、続く4月5日のオリックス戦では右足首の異変を訴えて1回2失点で降板し、翌6日に出場選手登録を抹消された。4月19日のオリックス戦で一軍復帰を果たし、7回2安打10奪三振無失点と好投し、この試合前までレギュラーシーズン18連勝中だった山本由伸との投げ合いを制してシーズン初勝利を挙げた。その後は先発ローテーションを守り、登板機会の都合で6月に一度登録抹消があったものの、7月3日の西武戦では9回を投げ、許した安打は森友哉の単打のみという、118球1安打3四球8奪三振無失点と圧巻の内容で自身2年ぶり2度目の完封勝利を挙げた。しかし、右足首の故障の影響もあってか、投球フォームの試行錯誤を繰り返しており、後半戦は制球の乱れから失点を喫する場面が目立った。レギュラーシーズン最後の登板となった9月27日の西武戦でも5回5安打6四球4失点（自責点2）の内容で敗戦投手となり、この年はリーグワーストの57四球を記録。23試合の先発登板で規定投球回には6回2/3及ばず、7勝10敗・防御率3.37という成績であった。オフに3000万円増となる推定年俸1億5000万円で契約を更改した
2023年は4年連続で開幕ローテーション入りし、開幕4試合目のオリックス戦でシーズン初登板初先発となり、7回無失点の好投でシーズン初勝利を挙げた。その後は先発ローテーションを回ったものの、開幕から11先発で3勝3敗・防御率4.53と結果を残せず、6月18日に出場選手登録を抹消された。7月2日の西武戦で一軍に再昇格して以降は再び先発ローテーションを回り、8月18日の西武戦では9回127球4四死球8奪三振という内容で史上88人目（99度目）となるノーヒットノーランを達成。しかし、登録抹消前も含めて6月以降はこの1勝のみにとどまり、10月1日の日本ハム戦では2本の本塁打を打たれるなど、3回2安打4四球4失点で敗戦投手となり、試合後には二軍再調整が決定した。この年も制球に苦しむ登板が目立ち、リーグワーストタイの61四球を与え、23試合の先発登板で4勝8敗・防御率4.15という成績に終わった。オフに3000万円減となる推定年俸1億2000万円プラス出来高払いで契約を更改した。
2024年は春季キャンプ終盤に前腕部の張りで調整がペースダウンし、オープン戦初登板は3月12日と出遅れ、この試合では4回2失点。開幕ローテーション入りへ最後のアピールチャンスとなった同19日の三軍戦では7回無失点に抑えたが、スチュワートJr.が滑り込みで開幕ローテーションに入り、石川は変則日程となる開幕2週目以降の先発に向け、調整を進めることとなった。開幕投手を務めた有原航平が楽天モバイルパークを苦手としていることから、石川が4月5日の楽天戦でシーズン初登板初先発となり、5回1失点でシーズン初勝利を挙げた。その後はチーム事情や日程の兼ね合いもあって、リリーフへ配置転換。4試合に登板し、計8回3安打8奪三振1失点と安定したピッチングを見せると、5月8日の日本ハム戦では先発起用となり、6回無失点の好投でシーズン2勝目を挙げた。同16日に出場選手登録を抹消され、最短10日でリリーフとして5月26日に再登録。1試合のロングリリーフを経て、6月16日の阪神戦では先発起用となったが、初回に先制満塁本塁打を被弾し、5回4失点で敗戦投手となり、倉野信次投手コーチから二軍での先発再調整が明言され、翌17日に出場選手登録を抹消された。8月8日のロッテ戦で約2か月ぶりの一軍先発登板となり、5回無失点で勝利投手。その後は登板機会の都合で出場選手登録を抹消された期間がありながらも、先発ローテーションの一角を担い、8月以降は6先発で5勝0敗・防御率1.91を記録し、チーム4年ぶりのリーグ優勝に貢献した。レギュラーシーズン全体では15試合（10先発）に登板し、7勝2敗・防御率2.56を記録。ポストシーズンでは横浜DeNAベイスターズとの日本シリーズ第4戦に先発し、5回2/3を投げ、失点はオースティンに許したソロ本塁打の1点のみであったが、打線の援護がなく、同シリーズ通算8試合目の登板で初黒星を喫した。オフの11月8日には、シーズン中に取得していた国内FA権の行使を表明した。

### ロッテ時代
2024年12月11日、千葉ロッテマリーンズが石川の獲得を発表した。契約は、総額6億円（金額は推定）の3年契約。同19日には入団会見が行われ、背番号は21と発表された。チームには同姓の石川歩と石川慎吾が在籍していることから、スコアボード上および報道上の表記は「石川柊」、背ネーム表記は「S.ISHIKAWA」となる。
2025年は開幕ローテーション入りし、4月1日オリックスとの本拠地開幕戦に先発予定であったが、雨天中止により、3日の同カードで移籍後初登板初先発。この日も雨が降っており、2回表一死一・三塁から若月健矢に頭部死球を与えて危険球退場。後を受けた高野脩汰が無失点で切り抜けたことで、石川は1回1/3を3安打1死球無失点で勝敗は付かなかった。その後は、週5試合が多い変則日程もあって登録抹消が2度、さらには雨天中止による登板日変更が1度あり、5月終了時点では先発登板が6試合と少なく、0勝2敗・防御率4.03。開幕から30イニング連続で援護点0という不運もあって、白星から遠ざかっていたが、6月4日の巨人戦（前日雨天中止によるスライド登板）で7回3安打4四死球3奪三振無失点と好投し、移籍後初勝利を挙げた。

## 選手としての特徴
アーム気味かつサイドに近いスリークォーター気味の腕の振りから投じるパワーカーブが最大の武器。回転数が多く、鋭く大きく斜めに曲がり、打者はまるで”変化してから加速している”かのような錯覚を覚える。ボールの握りは伊藤智仁のスライダーと同じであり、投げる際のイメージは「叩くイメージが強いですね。右打者の顔に叩き込む感じ」と本人は話す。
持ち球はその他に、シュート回転気味で手元で動く最速156km/hのストレート、カットボール、特殊な落ち方をするフォークなどがある。
投球間隔が短いのも持ち味であり、本人は「『テンポがいい』『試合が早い』と言われるのは嬉しいですね」と話す。プロ入り当初はテンポが悪かったが、淡路球場で開催された2016年5月21日のウエスタン・リーグ公式戦で藤本博史二軍打撃コーチ（当時）からの助言を受け、投球間隔を短くした。本人は「（以前は）テンポ速く投げることが「雑」と表現されることもあって、なんか1球1球確かめながら大事に投げるというのはあった」「元々そっちの方（速いテンポ）が自分の気質、性格的にも合った」と話す（映像外部リンク参照）。
無走者時の投球間隔は、2018年シーズンに12球団トップの9秒台前半を記録しながらも、スピードアップ賞には「先発で120投球回以上、又は救援で50投球回以上」という規定があり、シーズン合計では127回1/3を投げながらも、内訳が先発で90回・救援で37回1/3であったために規定未到達。この事例を受けて、翌2019年シーズンからは「条件に満たない場合、総投球回数が120投球回を超える投手については選考対象に含めるものとする」と規定が改められた。同年の石川は右太ももの肉離れと右肘痛の影響で規定未到達であったが、2020年シーズンは8.8秒、2021年シーズンは8.3秒でスピードアップ賞を2年連続で受賞し、殿堂入りした。

## 人物
元チームメイトの千賀滉大・柳田悠岐らと同様に、ももいろクローバーZのファン、いわゆる「モノノフ」である。試合用のグラブには、四つ葉のクローバーの刺繍を施している。推しメン（好きなメンバー）は佐々木彩夏であり、石川専用の登場曲として『仕事しろ』『SPECIALIZER』（いずれも佐々木彩夏ソロ曲）が提供されている。なお、小さい頃から世話になっている親戚から「福岡のとあるご当地アイドルの曲を、登場曲で流して欲しい」と頼まれた際には、断固拒否したというエピソードもある。シーズンオフにはライブに足を運んでおり、Twitterで感想を述べるなどしている。
2023年1月28日、女優の大場美奈と結婚したことを発表。
2023年8月18日には、ももいろクローバーZの新曲『MONONOFU NIPPON feat. 布袋寅泰』を、ミュージックビデオ公開翌日のタイミングで登場曲に使用したところ、ノーヒットノーランを達成した。
中日ドラゴンズのファンであることを過去にTwitter（現：X）にて発言している。
高校時代の2009年に公開された 映画『ROOKIES -卒業-』を観賞しに行ったところ、偶然主演の佐藤隆太に遭遇、持っていた高校野球選手証の裏に「夢にときめけ明日にきらめけ目指せ甲子園！」と書いてもらったものの、実際に甲子園で試合に出場できたのは本人曰く「10年後くらい」（2018年5月30日の交流戦対阪神戦での先発が甲子園初登板）。
一方、石川自身も、2019年12月に大阪城ホールで開催されたももいろクローバーZのライブに参加した際、当時近畿大学硬式野球部所属で同大学3回生だった佐藤輝明（翌年のドラフト会議で阪神タイガース加入）と遭遇、佐藤から挨拶され一緒に写真を撮影したことがある。

## 詳細情報

### 年度別投手成績
| 年 度     | 球 団        | 登 板 | 先 発 | 完 投 | 完 封 | 無 四 球 | 勝 利 | 敗 戦 | セ 丨 ブ | ホ 丨 ル ド | 勝 率 | 打 者 | 投 球 回 | 被 安 打 | 被 本 塁 打 | 与 四 球 | 敬 遠 | 与 死 球 | 奪 三 振 | 暴 投 | ボ 丨 ク | 失 点 | 自 責 点 | 防 御 率 | W H I P |
| --------- | ------------ | ----- | ----- | ----- | ----- | -------- | ----- | ----- | -------- | ----------- | ----- | ----- | -------- | -------- | ----------- | -------- | ----- | -------- | -------- | ----- | -------- | ----- | -------- | -------- | ------- |
| 2017      | ソフトバンク | 34    | 12    | 0     | 0     | 0        | 8     | 3     | 0        | 1           | .727  | 409   | 98.1     | 69       | 11          | 50       | 0     | 7        | 99       | 4     | 1        | 38    | 36       | 3.29     | 1.21    |
| 2018      | ソフトバンク | 42    | 16    | 0     | 0     | 0        | 13    | 6     | 0        | 6           | .684  | 541   | 127.1    | 115      | 20          | 43       | 0     | 13       | 96       | 4     | 0        | 55    | 51       | 3.60     | 1.24    |
| 2019      | ソフトバンク | 2     | 0     | 0     | 0     | 0        | 0     | 0     | 0        | 1           | ----  | 11    | 3.0      | 2        | 0           | 0        | 0     | 0        | 3        | 1     | 0        | 0     | 0        | 0.00     | 0.67    |
| 2020      | ソフトバンク | 18    | 17    | 2     | 1     | 0        | 11    | 3     | 0        | 0           | .786  | 443   | 111.2    | 68       | 9           | 41       | 0     | 12       | 103      | 0     | 0        | 32    | 30       | 2.42     | 0.98    |
| 2021      | ソフトバンク | 28    | 25    | 0     | 0     | 0        | 6     | 9     | 0        | 0           | .400  | 653   | 156.1    | 135      | 22          | 51       | 0     | 17       | 134      | 3     | 0        | 70    | 59       | 3.40     | 1.19    |
| 2022      | ソフトバンク | 23    | 23    | 1     | 1     | 0        | 7     | 10    | 0        | 0           | .412  | 585   | 136.1    | 122      | 9           | 57       | 1     | 8        | 106      | 0     | 0        | 57    | 51       | 3.37     | 1.31    |
| 2023      | ソフトバンク | 23    | 23    | 1     | 1     | 0        | 4     | 8     | 0        | 0           | .333  | 550   | 125.2    | 108      | 15          | 61       | 2     | 8        | 119      | 3     | 0        | 63    | 58       | 4.15     | 1.34    |
| 2024      | ソフトバンク | 15    | 10    | 0     | 0     | 0        | 7     | 2     | 0        | 0           | .778  | 247   | 63.2     | 51       | 4           | 12       | 0     | 5        | 52       | 2     | 0        | 18    | 18       | 2.56     | 0.99    |
| 通算：8年 | 通算：8年    | 185   | 126   | 4     | 3     | 0        | 56    | 41    | 0        | 8           | .577  | 3439  | 822.0    | 670      | 90          | 315      | 3     | 70       | 712      | 17    | 1        | 333   | 303      | 3.32     | 1.20    |

- 2024年度シーズン終了時
- 各年度の太字はリーグ最高

### 年度別投手（先発）成績所属リーグ内順位
| 年 度 | 年 齢 | リ ｜ グ   | 完 投        | 完 封        | 勝 利        | 勝 率        | 投 球 回     | 奪 三 振     | 防 御 率     |
| ----- | ----- | ---------- | ------------ | ------------ | ------------ | ------------ | ------------ | ------------ | ------------ |
| 2017  | 26    | パ・リーグ | -            | -            | -            | -            | -            | -            | -            |
| 2018  | 27    | パ・リーグ | -            | -            | 3位          | 5位          | -            | -            | -            |
| 2019  | 28    | パ・リーグ | 先発登板なし | 先発登板なし | 先発登板なし | 先発登板なし | 先発登板なし | 先発登板なし | 先発登板なし |
| 2020  | 29    | パ・リーグ | 2位          | 1位          | 1位          | 1位          | -            | 7位          | -            |
| 2021  | 30    | パ・リーグ | -            | -            | -            | -            | 5位          | 8位          | 8位          |
| 2022  | 31    | パ・リーグ | 10位         | 5位          | -            | -            | -            | 10位         | -            |
| 2023  | 32    | パ・リーグ | 10位         | 4位          | -            | -            | -            | -            | -            |
| 2024  | 33    | パ・リーグ | -            | -            | -            | -            | -            | -            | -            |

- - は10位未満。完投・完封が0だったシーズン、防御率における規定投球回数未満、勝率における13勝（2020年は10勝）未満も - と表記。
- 太字年度は規定投球回到達年度

### 年度別守備成績
| 年 度 | 球 団        | 投手  | 投手  | 投手  | 投手  | 投手  | 投手     |
| 年 度 | 球 団        | 試 合 | 刺 殺 | 補 殺 | 失 策 | 併 殺 | 守 備 率 |
| ----- | ------------ | ----- | ----- | ----- | ----- | ----- | -------- |
| 2017  | ソフトバンク | 34    | 3     | 14    | 0     | 2     | 1.000    |
| 2018  | ソフトバンク | 42    | 7     | 17    | 1     | 0     | .960     |
| 2019  | ソフトバンク | 2     | 0     | 0     | 0     | 0     | ----     |
| 2020  | ソフトバンク | 18    | 4     | 20    | 1     | 3     | .960     |
| 2021  | ソフトバンク | 28    | 8     | 29    | 1     | 3     | .974     |
| 2022  | ソフトバンク | 23    | 11    | 18    | 0     | 0     | 1.000    |
| 2023  | ソフトバンク | 23    | 3     | 21    | 0     | 0     | 1.000    |
| 2024  | ソフトバンク | 15    | 5     | 9     | 0     | 3     | 1.000    |
| 通算  | 通算         | 185   | 41    | 128   | 3     | 11    | .983     |

- 2024年度シーズン終了時

### タイトル
- 最多勝利：1回（2020年）※規定投球回未到達の選手が獲得するのは史上3人目でパ・リーグでは史上初（他は伊東昭光、下柳剛）、同年の千賀滉大と並んで育成出身投手初の獲得
- 最高勝率：1回（2020年）

### 表彰
- スピードアップ賞：2回（投手部門：2020年[83]、2021年[96]）

### 記録
初記録
投手記録
- 初登板：2017年4月4日、対東北楽天ゴールデンイーグルス1回戦（Koboパーク宮城）、7回裏に4番手で救援登板、1回無失点
- 初奪三振：同上、7回裏に銀次から空振り三振
- 初ホールド：2017年5月16日、対オリックス・バファローズ9回戦（京セラドーム大阪）、1回裏に2番手で救援登板、1回2/3無失点
- 初先発登板・初勝利・初先発勝利：2017年5月31日、対中日ドラゴンズ2回戦（福岡ヤフオク!ドーム）、6回2失点
- 初完投・初完封勝利：2020年8月1日、対埼玉西武ライオンズ11回戦（福岡PayPayドーム）9回1安打2四球無失点13奪三振[195]

打撃記録
- 初打席：2017年6月14日、対読売ジャイアンツ2回戦（東京ドーム）、3回表に山口俊から空振り三振
- 初安打：2021年6月4日、対阪神タイガース1回戦（阪神甲子園球場）、5回表に青柳晃洋から左前安打

その他の記録
- ノーヒットノーラン：2023年8月18日、対埼玉西武ライオンズ16回戦（福岡PayPayドーム）、9回127球8奪三振3四球無失点 ※史上88人目99度目、球団史上4人目[196]、育成ドラフト出身の選手では千賀滉大以来史上2人目[197]

### 背番号
- 138（2014年[8] - 2016年6月30日）
- 29（2016年7月1日[9] - 2024年）
- 21（2025年[155] - ）

### 登場曲
- 「あーりんは反抗期!」佐々木彩夏（2016年）
- 「DECORATION」ももいろクローバーZ（2017年）
- 「BLAST!」ももいろクローバーZ（2017年 - 2018年）
- 「MOON PRIDE」ももいろクローバーZ（2018年 - ）
- 「クローバーとダイヤモンド」ももいろクローバーZ（2018年 - 2019年）
- 「D'の純情」ももいろクローバーZ（2019年 - 2020年）
- 「仕事しろ」佐々木彩夏（2019年 - 2020年・2022年）
- 「SPECIALIZER」佐々木彩夏（2021年）
- 「CONTRADICTION -ZZ ver.-」ももいろクローバーZ（2023年）
- 「MONONOFU NIPPON feat. 布袋寅泰」ももいろクローバーZ（2023年）